# Machimus rufostriatus
Machimus rufostriatus är en tvåvingeart som beskrevs av Oskar Theodor 1980.
Machimus rufostriatus ingår i släktet Machimus och familjen rovflugor. Artens utbredningsområde är Israel. Inga underarter finns listade i Catalogue of Life.